# Francesco Rosi
Francesco Rosi (Nápoles, 15 de novembro de 1922 - Roma, 10 de janeiro de 2015) foi um realizador italiano, que ficou conhecido internacionalmente, nas décadas de 1960 e 1970, sobretudo por suas obras políticamente engajadas.

## Biografia
Depois de estudos universitários em Direito, Francesco Rosi começou por colaborar na Radio Napoli (em 1944) e, após uma breve passagem por Milão, acabou por se fixar em Roma, em 1946, trabalhando como assistente teatral de Ettore Giannini. 

Em 1948 iniciou a sua carreira no cinema, como assistente de realização de vários cineastas, entre os quais Luchino Visconti com quem trabalhou nos filmes La terra trema, Belissima e Senso. Finalmente, em 1958, enceta uma carreira autónoma de realizador, assinando um punhado de obras de notável conteúdo social e político.

Em 2008 foi homenageado no Festival de Berlim ao receber um Urso de Ouro honorário pelo conjunto da sua obra.

## Filmografia
- 1952: Camicie rosse (algumas cenas; direção de Goffredo Alessandrini)
- 1956: Kean - Genio e sregolatezza (co-direção de Vittorio Gassman)
- 1958: La Sfida  (pt: Fúria de ambições)
- 1959: I magliari  (pt: Os traficantes)
- 1961: Salvatore Giuliano  (pt: O bandido da Sicília)
- 1963: Le mani sulla città  (pt: As mãos sobre a cidade)
- 1965: Il momento della verità
- 1967: C'era una volta
- 1970: Uomini contro
- 1972: Il caso Mattei  (pt: O caso Mattei)
- 1973: Lucky Luciano  (pt: Lucky Luciano)
- 1976: Cadaveri eccelenti  (pt: Cadáveres incómodos)
- 1979: Cristo si è fermato a Eboli  (pt: Cristo parou em Eboli)
- 1981: Tre fratelli  (pt: Três irmãos)
- 1984: Carmen  (pt: Carmen)
- 1987: Cronaca di una morte annunciata  (pt: Crónica de uma morte anunciada)
- 1989 12 registi per 12 città (documentário)
- 1990: Dimenticare Palermo  (pt: Esquecer Palermo)
- 1992: Diario napoletano
- 1997: La tregua